# Уфа (станция)
Уфа́ (баш. Өфө) — железнодорожная станция Башкирского региона Куйбышевской железной дороги с вокзалом в городе Уфе.

## Описание

### Вокзал
Вокзал Куйбышевской региональной дирекции железнодорожных вокзалов структурного подразделения Дирекции железнодорожных вокзалов филиала Российских железных дорог. Обслуживает пассажиров поездов дальнего и пригородного сообщения Башкирского региона Куйбышевской железной дороги. Объявления на вокзале звучат на русском и башкирском языках.
На станции четыре низкие пассажирские платформы без турникета: одна боковая и три островных. Платформы соединены недействующим подземным переходом, ведущим в вокзал 1970 года, и надземным переходом с эскалаторами KONE и лифтами, ведущими на третий этаж вокзала 2005 года.
Вокзал соединён надземным переходом с травалатором через Привокзальную площадь с подземным переходом с эскалаторами (которые периодически не работают), ведущим к автобусным и трамвайным остановкам общественного транспорта города.

### Станция
Включает в себя локомотивное и вагонное депо. На станции расположен железнодорожный вокзал с зданиями 1970 и 2005 годов, а также Уфимский магистральный сортировочный центр, подразделение Главного центра магистральных перевозок почты, филиала Почты России.

## История

### Вокзал
26 апреля 1886 года, рядом с Сафроновской пристанью на правом берегу реки Белой, на месте будущего вокзала, состоялись торжественные молебны и закладка здания железнодорожного вокзала в стиле эклектики по проекту архитектора Ф. Ф. Эссена в связи со строительством Самаро-Уфимской железной дороги. Построен в 1888 году.
8 сентября 1888 года, после торжественного открытия Дёмского железнодорожного моста, на вокзал прибыл первый паровой поезд, где Министр путей сообщения Российской империи К. Н. Посьет поднял флаг станции Уфа.
29 июня 1904 года Император Николай II посетил Уфу по пути из Санкт-Петербурга на Урал, где провёл три часа на перроне вокзала, не выезжая в город.
В 1967 году первое здание вокзала снесено (хотя ломать старое здание не было необходимости).
В 1970 году по индивидуальному проекту архитектора М. А. Готлиба «Мосгипротранс» построен новый вокзал.
С 1890 года вокзал находился в ведении управления Самаро-Златоустовской железной дороги (с 1936 года — имени В. В. Куйбышева), с 1949 года — Уфимской железной дороги, с 1959 года — Башкирского отделения Куйбышевской железной дороги, с 2003 года — Башкирской дирекции по обслуживанию пассажиров структурного подразделения Дорожной дирекции по обслуживанию пассажиров, с 2007 года — Куйбышевской региональной дирекции железнодорожных вокзалов структурного подразделения Дирекции железнодорожных вокзалов филиала Российских железных дорог.
В 2012 году работало 239 человека; объём пассажирского движения составил 50 пар пассажирских поездов дальнего следования (в том числе 10 — формирования Башкирского региона Куйбышевской железной дороги) и 19 пар пригородных поездов в сутки; отправлено 1,7 млн пассажиров, из них 1,0 млн. — поездами дальнего следования.

#### Реконструкция
Реконструкция вокзала началась в 2004 году. С 2005—2006 годов вокзал реконструируется в два этапа: к северной стороне вокзала, на месте снесённого здания пригородных касс, пристроен корпус, с надземными пешеходными переходами, который используется на данный момент как главный корпус вокзала. Реконструкция сопровождается финансовыми скандалами и неоднократным замораживанием работ.
Первый этап реконструкции вокзала должен был быть завершён к 1 июня 2020 года, второй этап — до 2022 года. В 2022 году проект по реконструкции вокзала включён перечень приоритетных.

## Поезда дальнего следования
Ежедневно вокзал обслуживает более 40 поездов дальнего следования и около 50 пригородных электропоездов. По графику 2020 года через станцию курсируют следующие поезда дальнего следования:

### Круглогодичное движение поездов
| № поезда        | Маршрут движения           | № поезда        | Маршрут движения           |
| --------------- | -------------------------- | --------------- | -------------------------- |
| 11              | Владивосток — Самара       | 12              | Самара — Владивосток       |
| 13 «Южный Урал» | Челябинск — Москва         | 14 «Южный Урал» | Москва — Челябинск         |
| 59              | Новокузнецк — Кисловодск   | 60              | Кисловодск — Новокузнецк   |
| 83              | Караганда — Москва         | 84              | Москва — Караганда         |
| 87              | Нижневартовск — Самара     | 88              | Самара — Нижневартовск     |
| 97              | Тында — Кисловодск         | 98              | Кисловодск — Тында         |
| 101             | Нижневартовск — Пенза      | 102             | Пенза — Нижневартовск      |
| 103             | Уфа — Саратов              | 104             | Саратов — Уфа              |
| 127             | Красноярск — Адлер         | 128             | Адлер — Красноярск         |
| 129             | Красноярск — Анапа         | 130             | Анапа — Красноярск         |
| 133             | Томск — Анапа              | 134             | Анапа — Томск              |
| 141             | Екатеринбург — Симферополь | 142             | Симферополь — Екатеринбург |
| 143             | Нижневартовск — Уфа        | 144             | Уфа — Нижневартовск        |
| 147             | Нижневартовск — Астрахань  | 148             | Астрахань — Нижневартовск  |
| 317             | Караганда — Барановичи     | 318             | Барановичи — Караганда     |
| 331             | Новый Уренгой — Уфа        | 332             | Уфа — Новый Уренгой        |
| 347             | Уфа — Санкт-Петербург      | 348             | Санкт-Петербург — Уфа      |
| 351             | Приобье — Уфа              | 352             | Уфа — Приобье              |
| 373             | Тюмень — Махачкала         | 374             | Махачкала — Тюмень         |
| 381             | Уфа — Ташкент              | 382             | Ташкент — Уфа              |
| 391             | Челябинск — Москва         | 392             | Москва — Челябинск         |
| 609             | Уфа — Ульяновск            | 610             | Ульяновск — Уфа            |
| 675             | Уфа — Сибай                | 676             | Сибай — Уфа                |

### Сезонное движение поездов
| № поезда | Маршрут движения               | № поезда | Маршрут движения               |
| -------- | ------------------------------ | -------- | ------------------------------ |
| 205      | Иркутск — Анапа                | 206      | Анапа — Иркутск                |
| 229      | Северобайкальск — Анапа        | 230      | Анапа — Северобайкальск        |
| 235      | Тында — Анапа                  | 236      | Анапа — Тында                  |
| 243      | Новокузнецк — Анапа            | 244      | Анапа — Новокузнецк            |
| 289      | Екатеринбург — Анапа           | 290      | Анапа — Екатеринбург           |
| 425      | Челябинск — Калининград        | 426      | Калининград — Челябинск        |
| 453      | Уфа — Новороссийск             | 454      | Новороссийск — Уфа             |
| 455      | Челябинск — Новороссийск       | 456      | Новороссийск — Челябинск       |
| 457      | Челябинск — Анапа              | 458      | Анапа — Челябинск              |
| 461      | Уфа — Адлер                    | 462      | Адлер — Уфа                    |
| 477      | Челябинск — Адлер              | 478      | Адлер — Челябинск              |
| 503      | Уфа — Анапа                    | 504      | Анапа — Уфа                    |
| 537      | Уфа — Адлер                    | 538      | Адлер — Уфа                    |
| 589      | Новый Уренгой — Тюмень — Адлер | 590      | Адлер — Тюмень — Новый Уренгой |